# Ruud Lubbers

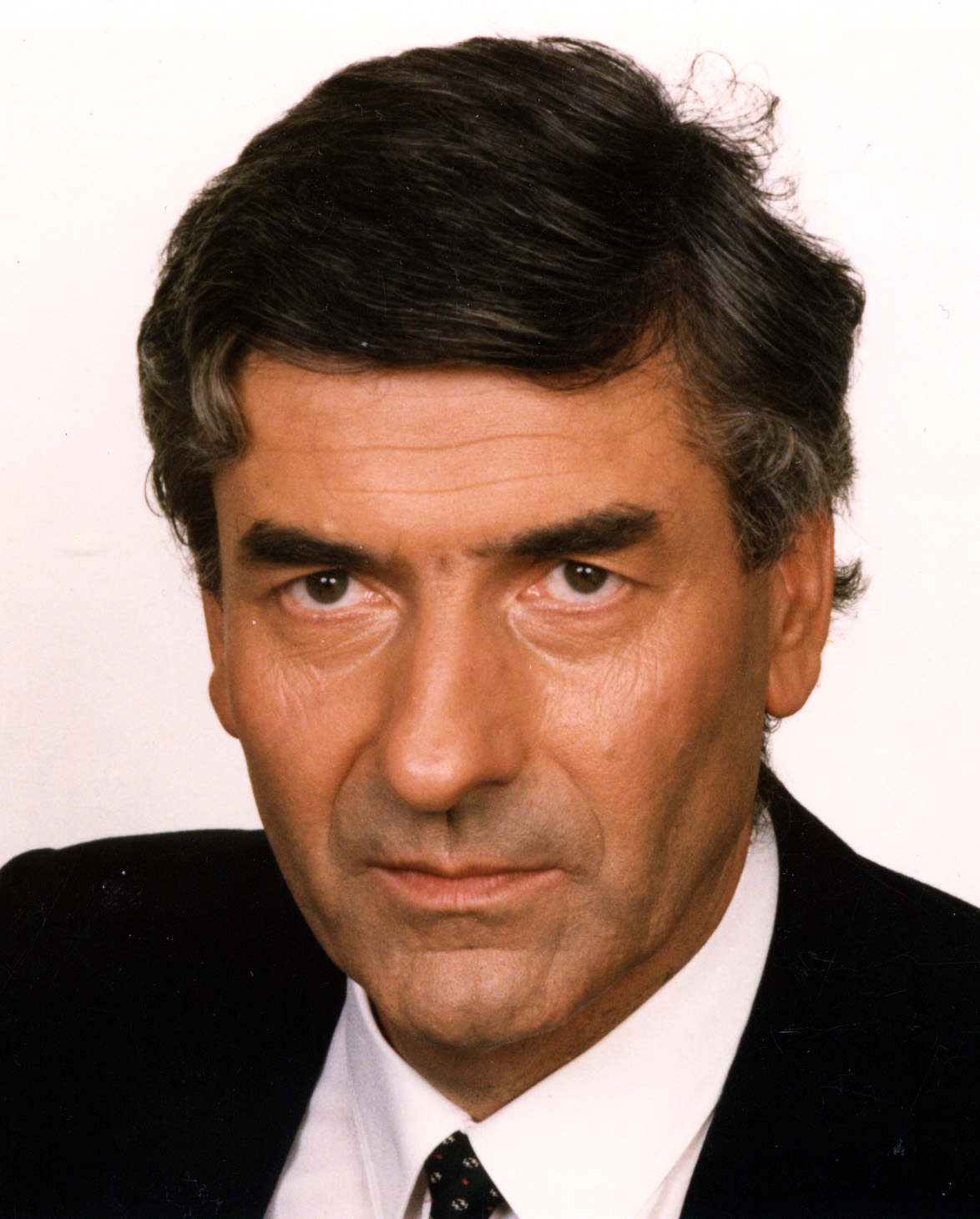
Ruud Lubbers, 1985

Rudolphus Franciscus Marie „Ruud“ Lubbers (niederländisch [ˈryt ˈlʏbərs] , * 7. Mai 1939 in Rotterdam; † 14. Februar 2018 ebenda) war ein niederländischer Politiker (KVP, CDA). Von 1982 bis 1994 war er Ministerpräsident der Niederlande und politischer Leiter des Christen-Democratisch Appèl. Er war der jüngste Regierungschef in der Geschichte der Niederlande und der am längsten amtierende im 20. Jahrhundert.
Von Januar 2001 bis zu seinem Rücktritt im Februar 2005 war er Hoher Flüchtlingskommissar der Vereinten Nationen und damit Chef des UN-Flüchtlingshilfswerks UNHCR.

## Herkunft, Ausbildung und Familie

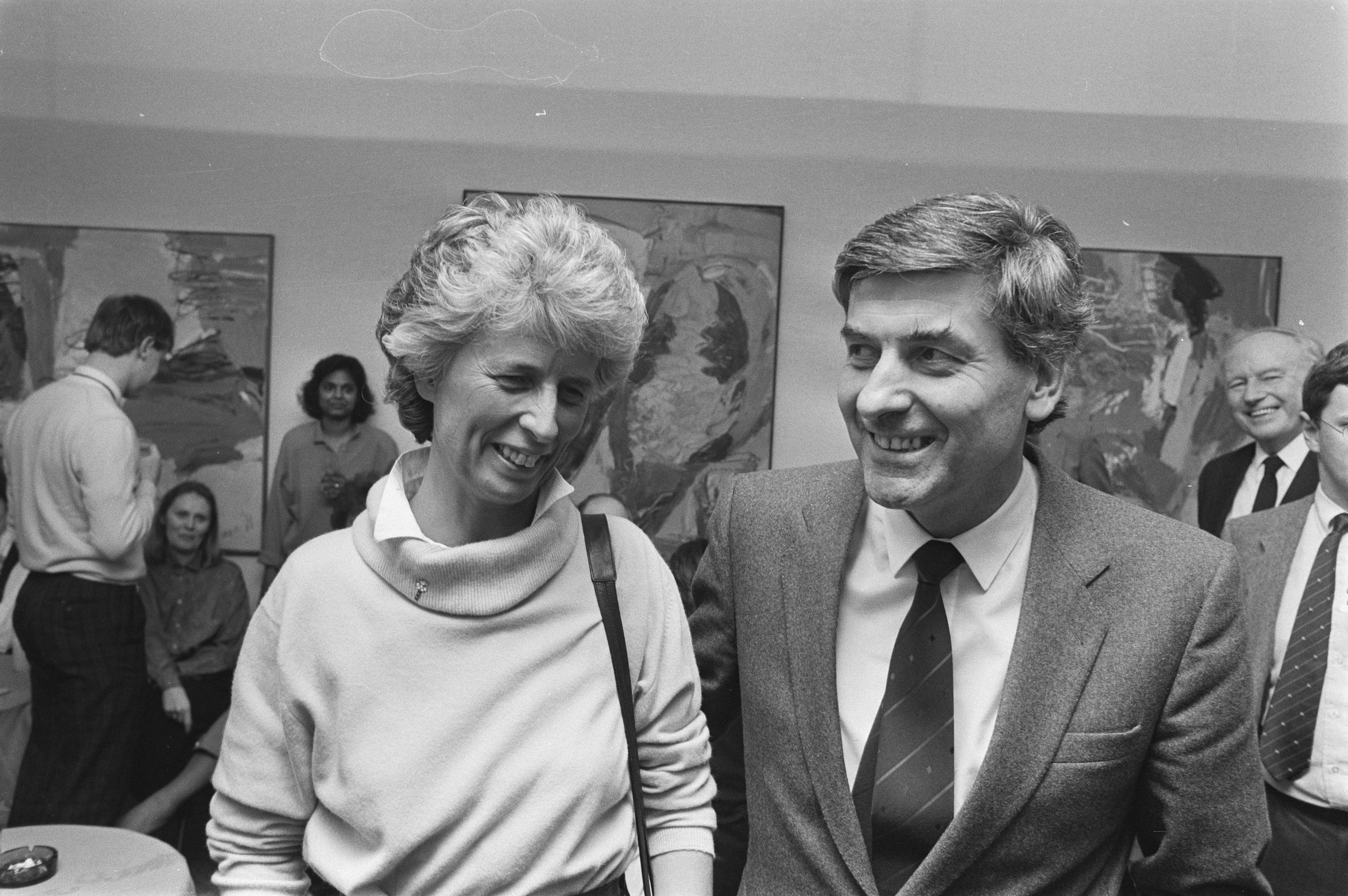
Lubbers mit seiner Frau Ria (1986)

Lubbers stammte aus einer sehr wohlhabenden, katholischen Unternehmerfamilie. Sein Vater Paul Lubbers war Direktor des Stahlbaubetriebs Hollandia in Krimpen aan den IJssel, einem Vorort von Rotterdam, bevor er das Unternehmen 1955 im Wege eines Management-Buy-out selbst kaufte. Ruud Lubbers besuchte das Canisius College, ein von Jesuiten geführtes Internat in Nijmegen. Während des Wirtschaftsstudiums an der Nederlandse Economische Hogeschool in Rotterdam (Vorläuferin der Erasmus-Universität Rotterdam) wurde er Mitglied der katholischen Studentenverbindung RSV Sanctus Laurentius. Nach dem Studium hatte Lubbers Posten im katholischen Arbeitgeberverband Nederlands Katholiek Werkgeversverbond (NKW), der 1970 mit seinem protestantischen Pendant im Nederlands Christelijk Werkgeversverbond (NCW) aufging.
Er wohnte in Rotterdam und war seit 1962 mit Ria Hoogeweegen (1940–2024) verheiratet. Das Paar bekam drei Kinder.

## Karriere in der niederländischen Politik

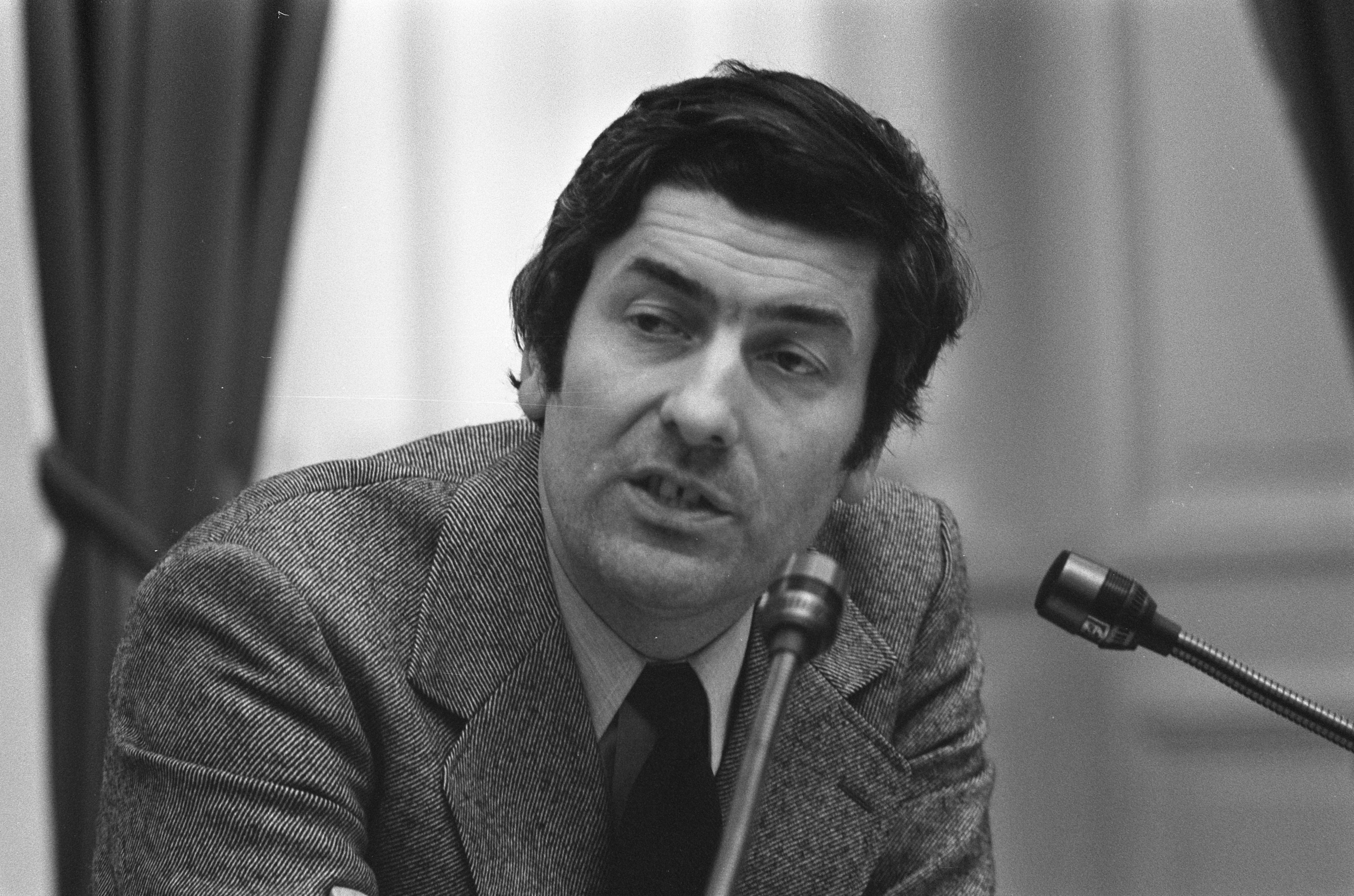
Ruud Lubbers als Wirtschaftsminister, 1974

Lubbers trat 1964 der Katholieke Volkspartij (KVP) bei, zu deren linkem Flügel er gehörte, und blieb in der Partei auch nach 1968, als sich eine progressive Gruppe als Politieke Partij Radikalen (PPR) abspaltete. Von 1973 bis 1977 war er Wirtschaftsminister in der Mitte-links-Regierung Den Uyl. Bei der Parlamentswahl 1977 wurde er für den Christen-Democratisch Appèl (CDA), die gemeinsame Liste der drei christlichen Parteien KVP, ARP und CHU, in die Zweite Kammer der Generalstaaten gewählt. Nach einem Jahr als einfacher Abgeordneter wurde Lubbers im November 1978 Vorsitzender der CDA-Fraktion. Er löste Willem Aantjes ab, der wegen seiner verschwiegenen Mitgliedschaft in der Germaansche SS zurücktreten musste.
Der CDA wandelte sich 1980 von einem Wahlbündnis und einer Fraktionsgemeinschaft zu einer einzigen Partei, in der KVP, ARP und CHU aufgingen. Nach der Parlamentswahl im Mai 1981 war Lubbers einer von drei Informateurs, deren erster Regierungsbildungsversuch jedoch scheiterte, bevor nach gut drei Monaten schließlich eine Drei-Parteien-Koalition aus Christ- und Sozialdemokraten sowie Linksliberalen zustande kam (Kabinett Van Agt II). Nach deren Zerbrechen im Mai 1982 und leichten Verlusten des CDA bei der vorgezogenen Parlamentswahl im September desselben Jahres trat der bisherige Ministerpräsident Dries van Agt als politischer Führer (politiek leider) des CDA zurück.

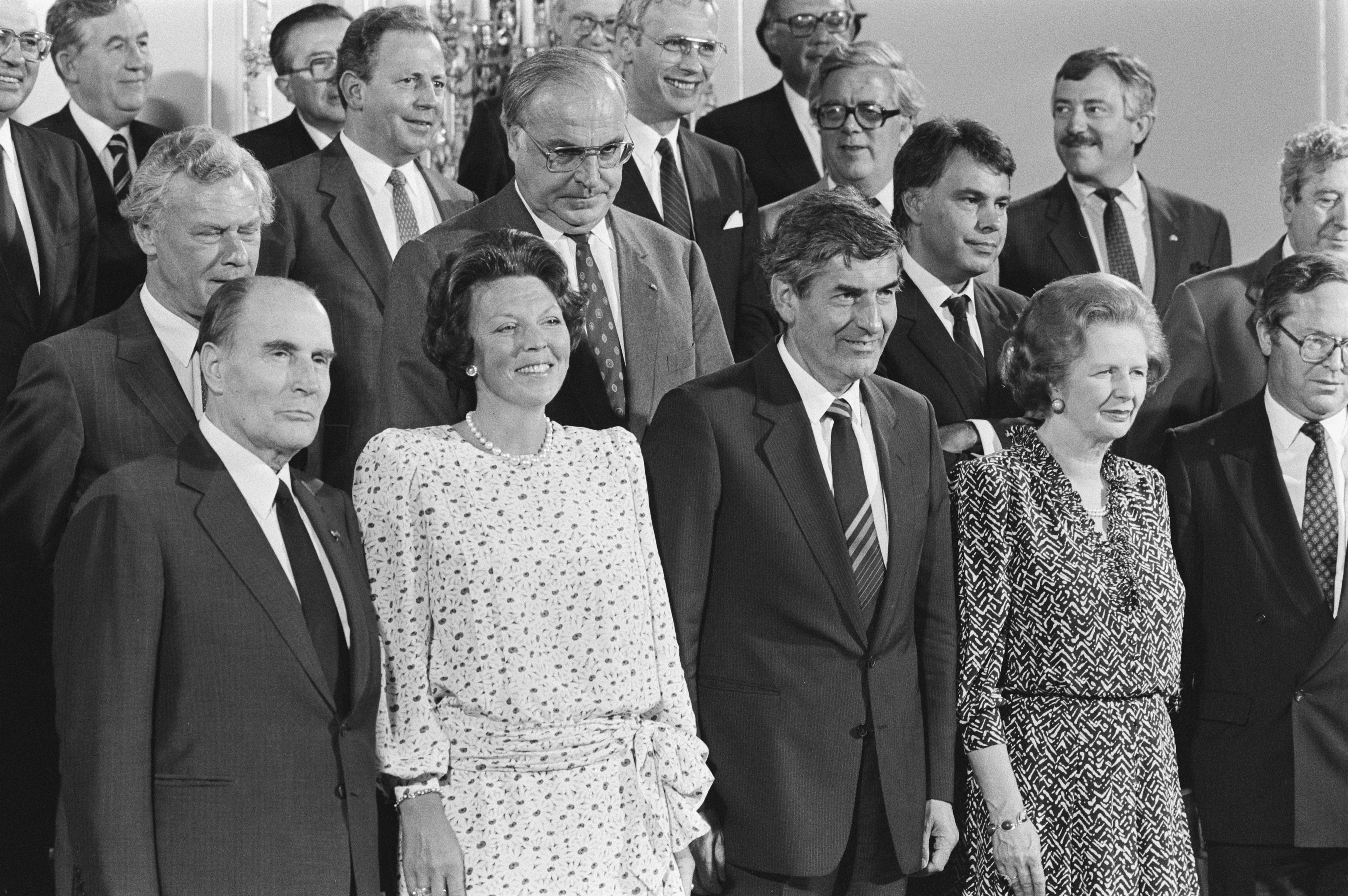
Lubbers (1. Reihe, Mitte) und Königin Beatrix als Gastgeber des EWG-Gipfels 1986 (mit Mitterrand, Kohl und Thatcher)

Lubbers trat seine Nachfolge an und wurde am 4. November 1982 auch zum Ministerpräsidenten gewählt. In seinen ersten beiden Amtszeiten bis 1989 stand er einer Koalition mit der rechtsliberalen VVD vor (Kabinett Lubbers I und II). Er vertrat eine pragmatische „No-nonsense“-Politik. Nachdem die Niederlande wie viele westliche Staaten in den 1970er-Jahren eine hohe Staatsverschuldung angehäuft hatten, musste Lubbers auf Sparpolitik einschwenken. Seine Regierung fand 1984 eine kreative Lösung für den NATO-Doppelbeschluss in Sachen Marschflugkörper.
Nachdem die Koalition mit der VVD 1989 zerbrach, gewann seine Partei die darauf folgende vorgezogene Wahl – mit 35,3 Prozent erreichte der CDA das beste Ergebnis in seiner Geschichte. Anschließend regierte Lubbers mit der sozialdemokratischen PvdA (Kabinett Lubbers III). Im zweiten Halbjahr 1991 hatten die Niederlande den Vorsitz im Ministerrat der Europäischen Gemeinschaften. So war Lubbers Gastgeber der Verhandlungen, die am 7. Februar 1992 zur Unterzeichnung des Vertrags von Maastricht und damit zur Gründung der Europäischen Union führten.
Bei der Wahl 1994 trat er nicht mehr als Spitzenkandidat des CDA an. Am 29. Januar 1994 löste ihn der bisherige Fraktionsvorsitzende Elco Brinkman als politischer Leiter des CDA ab. Mit der Empfehlung, nicht den Spitzenkandidaten (lijsttrekker) Brinkman zu wählen, sondern den bisherigen Justizminister und Drittplatzierten auf der CDA-Liste Ernst Hirsch Ballin, mag Lubbers zur großen Wahlniederlage beigetragen haben. Der CDA stürzte von 35 auf 22 Prozent der Stimmen und von 54 auf 34 Sitze (von insgesamt 150) ab. Am 22. August 1994 übergab er die Regierungsführung an Wim Kok, der einem sozial-liberalen („lila“) Kabinett vorstand. Die Christdemokraten waren erstmals seit Ende des Zweiten Weltkriegs nicht an der Regierung beteiligt. Ende Januar 1995 wurde Lubbers der Ehrentitel Staatsminister (Minister van staat) verliehen.
Nach seinem Rücktritt als UN-Flüchtlingskommissar 2005 (siehe unten) setzte Lubbers sich außer für Flüchtlinge und Abrüstung besonders für Nachhaltigkeit ein. Im Juli 2006 diente er als Informateur bei der Bildung des Kabinett Balkenende III, einer christlich-liberalen Minderheitsregierung. Nach der Parlamentswahl 2010 wurde er erneut als Informateur eingesetzt und lotete die Möglichkeit einer Zusammenarbeit zwischen CDA, VVD und der rechtspopulistischen Partij voor de Vrijheid (PVV) von Geert Wilders aus.

## Rolle bei der deutschen Wiedervereinigung

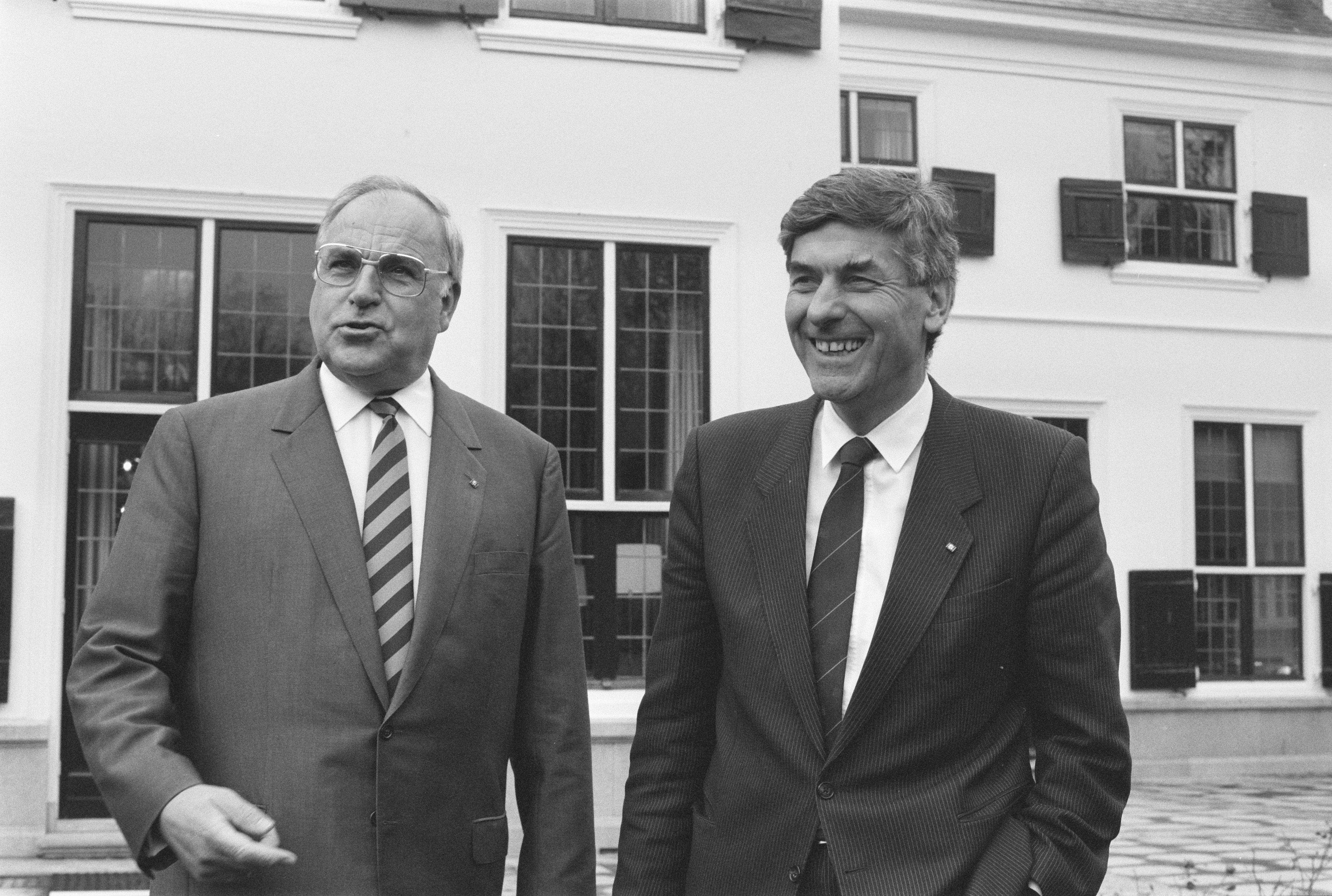
Helmuth Kohl und Ruud Lubbers (1987)

In der Zeit der deutschen Wiedervereinigung war das niederländische Kabinett zunächst vor allem mit sich selbst beschäftigt. Lubbers hatte wie auch manche Minister große Bedenken bezüglich einer Wiedervereinigung. Anfang Dezember 1989 bezweifelte Lubbers gegenüber Bundeskanzler Kohl beim Europäischen Rat in Straßburg, dass eine deutsche Einheit angesichts der Vergangenheit opportun sei. Er stellte auch den Begriff „Deutsches Volk“ in Frage, es sei auch zu früh, von Selbstbestimmung zu sprechen. Lubbers forderte Kohl zudem zur sofortigen Anerkennung der polnischen Westgrenze auf. Umfragen in dieser Zeit zeigten jedoch, dass die niederländische Bevölkerung zu 50–70 Prozent eine Wiedervereinigung begrüßte.
Mitte 1990 bestand Lubbers auf einer gesamteuropäischen Konferenz über Deutschlands Zukunft. Die „unklugen Auslassungen“ von Lubbers, so der Historiker Friso Wielenga, widersprachen der offiziellen niederländischen Politik, die Wiedervereinigung zu begrüßen, solange sie innerhalb der NATO stattfinde. Unsicherheit habe jedoch über die künftige Sicherheitsordnung Europas bestanden, darum habe die Regierung mit Außenminister van den Broek bei den Verhandlungen über eine deutsche Einheit mit am Tisch sitzen wollen. Womöglich habe die niederländische Seite sich selbst überschätzt, so Wielenga. Die Bundesregierung hingegen haben dies als Beweis dafür angesehen, dass Den Haag gegen die Wiedervereinigung sei. Die Bundesregierung befürchtete, dass der Einigungsprozess dann noch länger dauern würde.
Noch vor Straßburg hatte Kohl in einem Telefonat mit Präsident Bush sr. Verständnis für Lubbers Haltung gezeigt, wegen der Behandlung der Niederlande im Zweiten Weltkrieg. So beschrieb es Kohl später auch in einem Buch.
Lubbers zog sich den Zorn von Helmut Kohl zu, der ihn als den „Unredlichsten“ unter den europäischen Regierungschefs bezeichnete. 1994 verhinderte Kohl beim EU-Gipfel auf Korfu, dass Lubbers als Nachfolger von Jacques Delors EU-Kommissionspräsident wurde. Stattdessen wurde der Luxemburger Jacques Santer ernannt. In den Niederlanden gab es Stimmen, Deutschland habe das Recht der Niederlande auf diesen Posten missachtet. Tatsächlich war aber auch z. B. der französische Präsident Mitterrand nicht für Lubbers. Laut Christoph Driessen traf es Lubbers besonders, dass Kohl seine Kandidatur mit den Worten ablehnte: „Der Ruud ist nicht deutschfreundlich.“ Denn Lubbers' Vater war 1941 von den deutschen Besatzern der Niederlande vorübergehend festgenommen worden, und als sich seine Frau nach dem Grund dafür erkundigt hatte, hatte ein deutscher Polizist fast wortgleich geantwortet: „Ihr Mann ist nicht deutschfreundlich“.

## Internationale Karriere

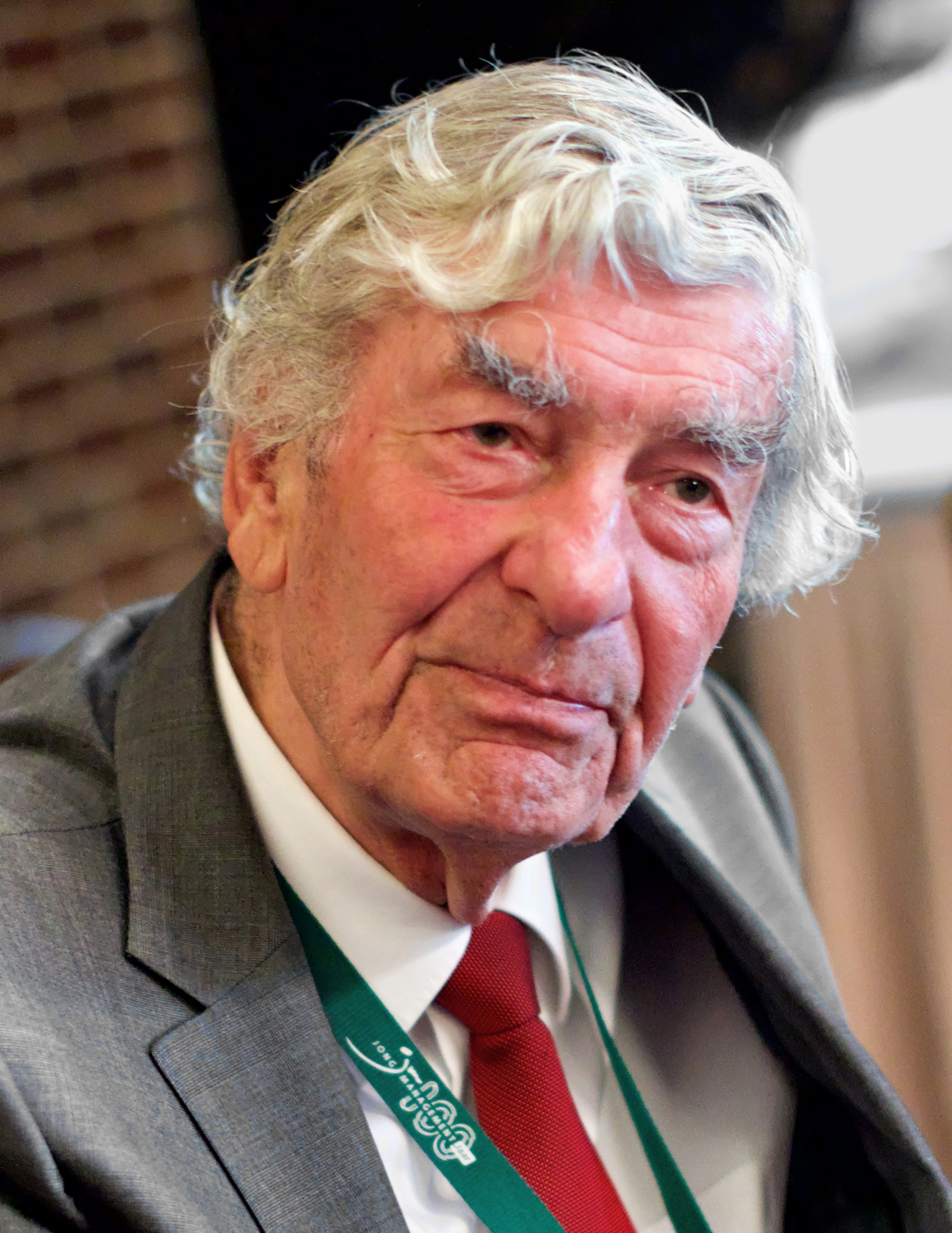
Ruud Lubbers, 2016

Nach dem Ende seiner politischen Karriere und vor seiner Berufung zum UN-Flüchtlingskommissar lehrte er Globalisierung in Tilburg und Harvard und hatte er einen hohen Posten beim World Wide Fund for Nature. Außerdem lehrte der Wirtschaftswissenschaftler an der Erasmus-Universität Rotterdam als Professor über Globalisierung. Zeitweise war Lubbers auch als Anwärter auf das Amt des NATO-Generalsekretärs im Gespräch. Zum 1. Januar 2001 wurde er zum Hohen Flüchtlingskommissar der Vereinten Nationen ernannt.
Am 20. Februar 2005 trat er von seinem Posten als UN-Flüchtlingskommissar zurück, nachdem Vorwürfe wegen sexueller Belästigung erhoben worden waren. Vier Frauen gaben einem von der Zeitung The Independent zitierten UN-Untersuchungsbericht zufolge an, von Lubbers sexuell belästigt worden zu sein, legten formell jedoch keine Beschwerde ein. Eine fünfte Frau gab an, Lubbers habe seine Hände um ihre Taille gelegt und sie an sich gezogen. Lubbers beteuerte seine Unschuld und sprach von übler Nachrede. Während UN-Generalsekretär Kofi Annan die Vorwürfe als „nicht aufrecht haltbar“ bezeichnete, urteilte der Untersuchungsbericht, Lubbers habe „ernsthaftes Fehlverhalten“ gezeigt und entbehre der benötigten „Integrität“ für die Arbeit. Es gehe um ein Muster der „ungewollten physischen Aufmerksamkeit sexueller Natur“. Aus der Zeit dieser Affäre stammt der Spottname „Lewd Rubbers“ („lüsternes Kondom“). Die Nachfolge in der UNHCR trat António Guterres an.

## Auszeichnungen

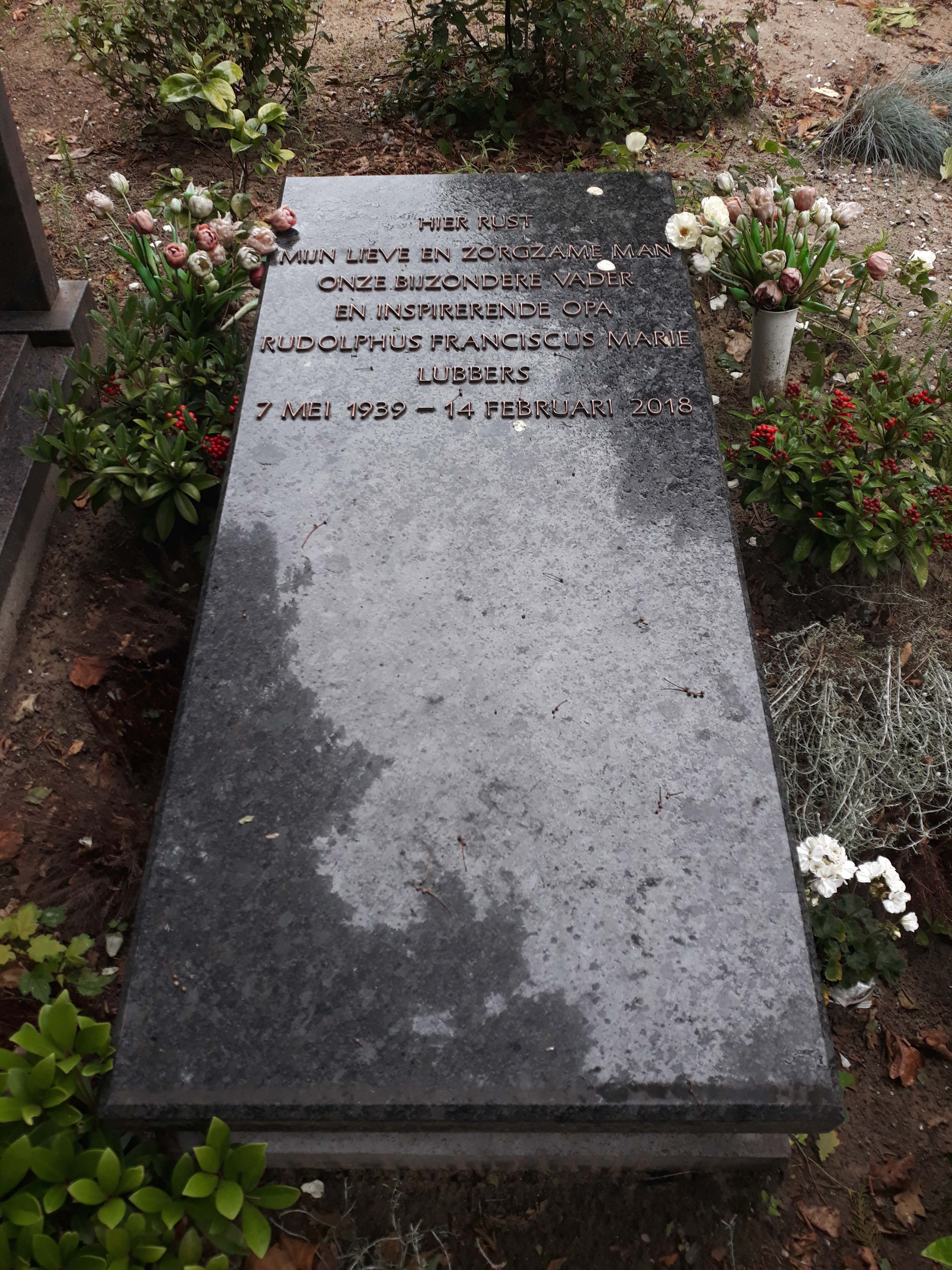
Das Grab von Ruud Lubbers auf dem katholischen Laurentiusfriedhof in Rotterdam.

Lubbers wurde beeinflusst von den französischen Philosophen Henri Bergson und Pierre Teilhard de Chardin. Lubbers war Mitglied im Club of Rome. Ihm wurde 1987 (oder 1991) das Großkreuz des Ordens des Infanten Dom Henrique und 1993 der Orden wider den tierischen Ernst des Aachener Karnevalvereins verliehen. 1995 wurde er zum Staatsminister ernannt und der Four Freedoms Special Award verliehen. Er hat Ehrendoktorate der Universitäten Georgetown University (USA), Universität Trás-os-Montes und Alto Douro (Portugal) und Universität Nijmegen empfangen.